# Рязанцев Олександр Олександрович
Олександр Олександрович Рязанцев (рос. Александр Александрович Рязанцев, нар. 5 вересня 1986, Москва) — російський футболіст, півзахисник клубу «Торпедо».
Значну частину кар'єри провів у складі «Рубіна», з яким став дворазовим чемпіоном Росії, дворазовим володарем Суперкубка Росії та володарем Кубка Росії. Також виступав за національну збірну Росії.

## Клубна кар'єра

### «Москва»
Народився 5 вересня 1986 року в місті Москва. Вихованець СДЮШОР «Торпедо». З 2003 року виступав у складі дублюючої команди «Москви». В основному складі «городян» дебютував 16 жовтня 2004 року в матчі 26 туру Прем'єр-ліги проти московського «Локомотива», вийшовши на 60 хвилині на заміну замість Максима Білецького. Проте закріпитися в основі не зумів, зігравши за весь час лише два матчів чемпіонаті і один в кубку.

### «Рубін»
На початку 2006 року перейшов в «Рубін» на правах вільного агента. Дебютував за новий клуб 19 березня, в матчі проти «Ростова». Поєдинок закінчився перемогою казанської команди з рахунком 2:1. По ходу сезону 2006 провів 15 матчів, з них 8 в основному складі. Перший гол у складі Рубіна був забитий 2007 року на 11-й хвилині матчу проти колишньої команди Олександра — ФК «Москва». За підсумками сезону за 19 матчів Олександр забив 6 м'ячів: ФК «Москва», «Крилам Рад», «Кубані», «Динамо», «Локомотиву» і в кубку Інтертото віденському «Рапіду».

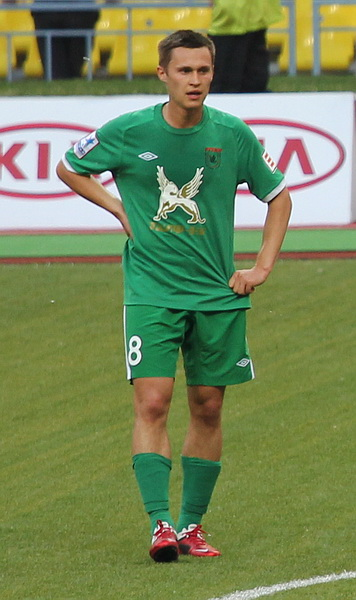
Олександр Рязанцев під час виступів за «Рубін». 11 травня 2011 року

У міжсезоння 2007/08 керівництво клубу вирішило оновити команду, внаслідок чого була продано велика кількість гравців, але Олександр залишився в команді. За підсумками сезону Олександр провів на полі 22 матчі. 20 жовтня 2009 року відкрив рахунок у виїзному матчі Ліги чемпіонів проти «Барселони», забивши гол з-за меж штрафного майданчика у правий верхній кут на 2-й хвилині зустрічі. У цьому матчі «Рубін» здобув перемогу з рахунком 2:1.
31 грудня 2009 року підписав новий контракт з «Рубіном» до кінця 2013 року.
Матч з «Ростовом» в 14 турі чемпіонату Росії 2011/12 став для Рязанцева сотим, проведеним за «Рубін» у Прем'єр-лізі. Олександр провів його в ранзі капітана команди, забив переможний м'яч і був замінений в компенсований час другого тайму. Матч завершився з рахунком 3:1 на користь «Рубіна».
У стартовому турі сезону 2013/14 проти «Кубані» Разанцев отримав красною картку. 18 липня 2013 року КДК РФС дискваліфікував гравця за грубу гру на три зустрічі. У вересні 2013 року Рязанцев через Російський футбольний союз зажадав виплатити йому зарплату, тим самим на «Рубін» було накладено заборону на реєстрацію нових футболістів протягом одного реєстраційного періоду. 18 вересня Рязанцев повідомив керівництво клубу про своє рішення залишити «Рубін» після закінчення контракту. У домашній зустрічі проти «Томі» отримав спірну червону картку на 33-й хвилині, порушивши умови випробувального терміну РФС. Надалі був дискваліфікований на один матч за фол останньої надії в матчі з «Томью» і на один матч, не пропущений після призупинення дискваліфікації за вилучення в матчі 1-го туру з «Кубанню».
Всього відіграв Олександр за казаньську команду вісім сезонів своєї ігрової кар'єри, зігравши за цей час 208 офіційних матчів (28 голів) та допоміг клубу по два рази виграти чемпіонат Росії (2008 і 2009) та Суперкубок Росії (2010 і 2012), а також один раз стати володарем Кубка Росії (2012).

### «Зеніт»
3 грудня 2013 року в інтерв'ю клубному сайту Рязанцев підтвердив чутки про свій перехід в «Зеніт». 17 січня 2014 року офіційно став гравцем клубу, підписавши контракт до 2018 року. 
Рязанцев дебютував за «Зеніт» 30 січня 2014 року до матчі Об'єднаного суперкубка 2014 проти донецького «Шахтаря»; в цій же грі Олександр забив з пенальті свій перший гол за «Зеніт».
Наразі встиг відіграти за санкт-петербурзьку команду 6 матчів в національному чемпіонаті.

## Виступи за збірну
Перший матч за молодіжну збірну Росії провів 19 травня 2006 року проти однолітків з Білорусі. 
3 листопада 2010 року потрапив в список кандидатів у національну збірну, але в остаточну заявку не потрапив. 30 травня 2011 року був вперше викликаний до збірної, за яку і дебютував 7 червня в товариському матчі зі збірною Камеруну. Олександр вийшов на поле в стартовому складі і був замінений на 55 хвилині на Юрія Жиркова. Матч завершився нульовою нічиєю. 
Другий свій матч за збірну провів 6 вересня 2013 проти збірної Люксембургу. На останніх хвилинах віддав гольову передачу на Олександра Самедова. Матч завершився перемогою збірної Росії з рахунком 4:1. Після цього у листопаді відіграв ще у двох товариських матчах збірної проти Сербії (1:1) і Південної Кореї (2:1).
Наразі провів у формі головної команди країни 4 матчі.
| Дата       | Місто     | Господарі | Результат | Гості          | Турнір            | Голи | Примітки |
| ---------- | --------- | --------- | --------- | -------------- | ----------------- | ---- | -------- |
| 7-6-2011   | Зальцбург | Камерун   | 0 – 0     | Росія          | товариський матч  | -    |          |
| 6-9-2013   | Казань    | Росія     | 4 – 1     | Люксембург     | Відбір до ЧС 2014 | -    |          |
| 15-11-2013 | Дубай     | Росія     | 1 – 1     | Сербія         | товариський матч  | -    |          |
| 19-11-2013 | Дубай     | Росія     | 2 – 1     | Південна Корея | товариський матч  | -    |          |
| Усього     |           | Матчів    | 4         |                | Голів             | 0    |          |

## Титули і досягнення
- Чемпіон Росії (3):

«Рубін»: 2008, 2009
«Зеніт»: 2015
- Володар Суперкубка Росії (4):

«Рубін»: 2010, 2012
«Зеніт»: 2015, 2016
- Володар Кубка Росії (1):

«Рубін»: 2011-12